# Acidoton nicaraguensis
Acidoton nicaraguensis är en törelväxtart som först beskrevs av William Botting Hemsley, och fick sitt nu gällande namn av Grady Linder Webster. Acidoton nicaraguensis ingår i släktet Acidoton och familjen törelväxter. Inga underarter finns listade i Catalogue of Life.